# Takatalvi
Takatalvi – trzeci minialbum fińskiego zespołu power metalowego Sonata Arctica. Został wydany tylko w Japonii. Tytuł albumu oznacza po fińsku "powrót zimy" - krótki (kilkugodzinny lub kilkudniowy) okres, gdy w wiosnę temperatura maleje i spada śnieg.

## Spis utworów
1. "San Sebastian" (oryginalna wersja)
2. "The Gun"
3. "Still Loving You" (cover Scorpions)
4. "Shy"
5. "Dream Thieves"
6. "I Want Out" (cover Helloween)
7. "Fade to Black" (cover Metallica)
8. "Broken" (wideoklip, nagrany na żywo)

## Twórcy
- Tony Kakko - śpiew
- Jani Liimatainen - gitara
- Marko Paasikoski - gitara basowa
- Henrik Klingenberg - instrumenty klawiszowe
- Tommy Portimo - instrumenty perkusyjne
- Mikko Härkin - solo na keyboardzie w utworze The Gun